# Grand Prix Niemiec 1974
Grand Prix Niemiec 1974 (oryg. Großer Preis von Deutschland), Grand Prix Europy 1974 – 11. runda Mistrzostw Świata Formuły 1 w sezonie 1974, która odbyła się 4 sierpnia 1974, po raz 20. na torze Nürburgring.
36. Grand Prix Niemiec, 22. zaliczane do Mistrzostw Świata Formuły 1.

## Klasyfikacja
| Legenda oznaczeń w tabelach wyników Wyświetl szablon na nowej stronie | Legenda oznaczeń w tabelach wyników Wyświetl szablon na nowej stronie                                                                     |
| Oznaczenie                                                            | Wyjaśnienie |
| --------------------------------------------------------------------- | --- |
| Złoty                                                                 | Zwycięzca lub mistrzostwo |
| Srebrny                                                               | 2. miejsce lub wicemistrzostwo |
| Brązowy                                                               | 3. miejsce lub II wicemistrzostwo |
| Zielony                                                               | Ukończył, punktował (w klasyfikacji generalnej, gdy zdobył co najmniej jeden punkt na przestrzeni sezonu, poza trzema powyższymi opcjami) |
| Niebieski                                                             | Ukończył, nie punktował (w klasyfikacji generalnej, gdy nie zdobył co najmniej jednego punktu na przestrzeni sezonu)                      |
| Czerwony                                                              | Nie zakwalifikował się (NZ) |
| Czerwony                                                              | Nie prekwalifikował się (NPK) |
| Różowy                                                                | Nie ukończył (NU) |
| Różowy                                                                | Niesklasyfikowany (NS) (w klasyfikacji generalnej, gdy nie został sklasyfikowany w żadnym wyścigu sezonu)                                 |
| Czarny                                                                | Zdyskwalifikowany (DK) |
| Czarny                                                                | Wykluczony (WYK/EX) |
| Biały                                                                 | Nie wystartował (NW) |
| Biały                                                                 | Kontuzjowany (K/INJ) |
| Biały                                                                 | Wyścig odwołany (OD/C) |
| Bez koloru                                                            | Został wycofany (WYC/WD) |
| Bez koloru                                                            | Nie przybył (NP/DNA) |
| Bez koloru                                                            | Nie brał udziału w treningach (NT/DNP) |
| Bez koloru                                                            | Nie został zgłoszony (–) |
| Pogrubienie                                                           | Start z pole position |
| Kursywa                                                               | Najszybsze okrążenie wyścigu |
| †                                                                     | Nie ukończył, ale jego rezultat został zaliczony ze względu na przejechanie więcej niż 90% dystansu wyścigu.                              |
| *                                                                     | Sezon w trakcie |
| 1/2/3                                                                 | Punktowana pozycja w sprincie kwalifikacyjnym                                                                                             |
| Lista systemów punktacji Formuły 1                                    | |

| Poz. | Nr | Kierowca             | Konstruktor       | Okrążeń | Czas/powód NU   | Poz. start. | Punktów |
| ---- | -- | -------------------- | ----------------- | ------- | --------------- | ----------- | ------- |
| 1    | 11 | Clay Regazzoni       | Ferrari           | 14      | 1:41:35.0       | 2           | 9       |
| 2    | 3  | Jody Scheckter       | Tyrrell-Ford      | 14      | + 50.7          | 4           | 6       |
| 3    | 7  | Carlos Reutemann     | Brabham-Ford      | 14      | + 1:23.3        | 6           | 4       |
| 4    | 1  | Ronnie Peterson      | Lotus-Ford        | 14      | + 1:24.2        | 8           | 3       |
| 5    | 2  | Jacky Ickx           | Lotus-Ford        | 14      | + 1:25.0        | 9           | 2       |
| 6    | 16 | Tom Pryce            | Shadow-Ford       | 14      | + 2:18.1        | 11          | 1       |
| 7    | 9  | Hans Joachim Stuck   | March-Ford        | 14      | + 2:58.7        | 20          |         |
| 8    | 17 | Jean-Pierre Jarier   | Shadow-Ford       | 14      | + 3:25.9        | 18          |         |
| 9    | 26 | Graham Hill          | Lola-Ford         | 14      | + 3:26.4        | 19          |         |
| 10   | 15 | Henri Pescarolo      | BRM               | 14      | + 4:17.7        | 24          |         |
| 11   | 18 | Derek Bell           | Surtees-Ford      | 14      | + 5:17.7        | 25          |         |
| 12   | 8  | Carlos Pace          | Brabham-Ford      | 14      | + 6:26.3        | 17          |         |
| 13   | 10 | Vittorio Brambilla   | March-Ford        | 14      | + 8:43.1        | 23          |         |
| 14   | 32 | Ian Ashley           | Token-Ford        | 13      | + 1 okrążenie   | 20          |         |
| 15   | 33 | Mike Hailwood        | McLaren-Ford      | 12      | Wypadek         | 12          |         |
| NU   | 19 | Jochen Mass          | Surtees-Ford      | 10      | Silnik          | 13          |         |
| NU   | 24 | James Hunt           | Hesketh-Ford      | 10      | Skrz. biegów    | 10          |         |
| NU   | 4  | Patrick Depailler    | Tyrrell-Ford      | 5       | Wypadek         | 5           |         |
| NU   | 20 | Arturo Merzario      | Iso Marlboro-Ford | 5       | Przepustnica    | 16          |         |
| NU   | 14 | Jean-Pierre Beltoise | BRM               | 4       | Prob. z paliwem | 15          |         |
| NU   | 22 | Vern Schuppan        | Ensign-Ford       | 4       | Skrz. biegów    | 22          |         |
| NU   | 5  | Emerson Fittipaldi   | McLaren-Ford      | 2       | Zawieszenie     | 3           |         |
| NU   | 21 | Jacques Laffite      | Iso Marlboro-Ford | 2       | Zawieszenie     | 21          |         |
| NU   | 28 | John Watson          | Brabham-Ford      | 1       | Zawieszenie     | 14          |         |
| NU   | 12 | Niki Lauda           | Ferrari           | 0       | Wypadek         | 1           |         |
| NU   | 6  | Denny Hulme          | McLaren-Ford      | 0       | Wypadek         | 7           |         |
| NZ   | 37 | François Migault     | BRM               |         |                 |             |         |
| NZ   | 23 | Tim Schenken         | Trojan-Ford       |         |                 |             |         |
| NZ   | 27 | Guy Edwards          | Lola-Ford         |         |                 |             |         |
| NZ   | 30 | Larry Perkins        | Amon-Ford         |         |                 |             |         |
| NZ   | 30 | Chris Amon           | Amon-Ford         |         |                 |             |         |
| NZ   | 25 | Howden Ganley        | Maki-Ford         |         |                 |             |         |

### Pole position
- Niki Lauda - 7:00.8

### Najszybsze okrążenie
| Nr | Kierowca       | Konstruktor  | Czas     | Okr. |
| -- | -------------- | ------------ | -------- | ---- |
| 5  | Jody Scheckter | Tyrrell-Ford | 7:11.100 | 11   |